# 希洛瓦利鎮區 (伊利諾伊州聖克萊爾縣)
希洛瓦利鎮區（英語：Shiloh Valley Township）是位於美國伊利諾伊州聖克萊爾縣的一個行政鎮區。

## 地方資料
根據2010年美國人口普查的數據，希洛瓦利鎮區的面積為82.60平方千米，當中陸地面積為82.10平方千米，而水域面積為0.50平方千米。當地共有人口11762人，而人口密度為每平方千米142.4人。